# 変形ポテンシャル
物性物理学において変形ポテンシャル（へんけいポテンシャル、英: deformation potential）とは、物質の（局所的な）体積変化をもたらすフォノンと、電子や正孔などの電荷キャリアとの相互作用を表す現象論的なポテンシャルのことである。
変形ポテンシャルは音響フォノンと光学フォノンの両方に共通する相互作用であり、電子フォノン相互作用によるバンド構造の変化の大きさに対応する。固体の周期的な体積変化をもたらす縦型フォノン(疎密波)で変形ポテンシャル相互作用は強く起こる。電子が存在する場所での局所的な体積変化だけが関係し、遠くの位置の体積変化は影響しない。よって短距離相互作用である。

## キャリアのエネルギー変化
格子振動（変形、弾性ひずみ）によってキャリアが感じる周期ポテンシャルが変化し、キャリアのエネルギーも変化する。このエネルギー変化は、格子振動による体積変化率（ひずみ）に比例すると考えられる。この比例係数を変形ポテンシャルテンソルと呼び、音響モードとキャリアとの相互作用の強さを与える。
伸長やねじりなど一様な応力を与えても、その変形ポテンシャルは場所に依存しない一定のエネルギー変化を与えるのみである。つまりバンド構造や電子の波動関数は変化しない。
金属では局所的な密度変化によって伝導電子のフェルミエネルギーが変化する。その結果として電子が移動し、フェルミ準位が結晶内で一様になるように電場が生じる。この電場によるポテンシャルが伝導電子に対する変形ポテシャルである。

## 変形ポテンシャル散乱
変形ポテンシャルによるキャリアの散乱を変形ポテンシャル散乱という。光学フォノンに伴う電気双極子によるものは無極性光学フォノン散乱と呼び、音響フォノンによるものは音響フォノン散乱と呼ばれる。
シリコンやゲルマニウムなどの半導体中の電子の散乱は主に変形ポテンシャル散乱によるものであり、室温における移動度を支配する。